# Anormenis maculata
Anormenis maculata är en insektsart som först beskrevs av Schmidt 1904.  Anormenis maculata ingår i släktet Anormenis och familjen Flatidae. Inga underarter finns listade i Catalogue of Life.